# Beierowithius sieboldtii
Beierowithius sieboldtii är en spindeldjursart som först beskrevs av Menge 1854.  Beierowithius sieboldtii ingår i släktet Beierowithius och familjen Withiidae. Inga underarter finns listade.